# Neoatopsyche brevispina
Neoatopsyche brevispina är en nattsländeart som beskrevs av Schmid 1957. Neoatopsyche brevispina ingår i släktet Neoatopsyche och familjen Hydrobiosidae. Inga underarter finns listade i Catalogue of Life.